# Amsterdamprijs voor de Kunst
De Amsterdamprijs voor de Kunst, voorheen 'De Amsterdamprijs voor de kunsten', is een prijs voor kunstenaars en/of organisaties die een belangrijke en actuele bijdrage leveren aan kunst en cultuur in Amsterdam.

## Ontstaan en organisatie
De prijs is met ingang van 2003 ingesteld als kunstprijs van het Amsterdams Fonds voor de Kunst (AFK). In de prijs zijn de achttien afzonderlijke, kleinere prijzen, zoals die tot 2002 bestonden (waaronder de H.N. Werkmanprijs, de Sandbergprijs, de Busken Huetprijs, de Herman Gorterprijs en de Multatuliprijs) gebundeld. 
Het AFK benoemt een brede jury, bestaande uit minimaal vijf leden die maximaal twee jaar achtereen deel uitmaken van de jury. De prijs wordt toegekend aan kunstenaars en/of organisaties die een onmiskenbare rol vervullen in de ontwikkeling van de kunst in de stad Amsterdam. 
De Amsterdamprijs voor de Kunst werd voorheen altijd in het begin van het jaar uitgereikt voor prestaties in het voorafgaande jaar. Sinds 2007 is de uitreiking in augustus, aan de vooravond van het nieuwe culturele seizoen, en draagt daarmee de naam van het lopende jaar. Om die reden ontbreekt de prijs voor het jaar 2006.

### Lijst van voormalige prijzen die opgingen in de Amsterdamprijs voor de Kunst
- Herman Gorterprijs voor poëzie
- Multatuliprijs  voor proza
- Busken Huetprijs  voor essay/biografie
- Matthijs Vermeulenprijs voor muziek
- Albert van Dalsumprijs voor toneel
- Sonia Gaskellprijs voor choreografie
- Jan Nelissenprijs voor poppenspel
- Mimografieprijs voor mimografie
- L.J. Jordaanprijs voor film/video
- Sandbergprijs voor beeldende kunst
- Merkelbachprijs voor bouwwerk in Amsterdam
- Wibautprijs voor stedenbouwkundig project in Amsterdam
- Mart Stamprijs voor interieurarchitectuur in Amsterdam
- H.N. Werkmanprijs voor grafisch ontwerp
- Kho Liang Ie-prijs voor industrieel ontwerp
- Emmy van Leersumprijs voor gebonden kunsten
- Prof. Pi-prijs voor illustratie
- Maria Austriaprijs voor fotografie
- Dirk Wiarda Prijs voor illustratie en de illustratie aanmoedigingsprijs; beide oeuvreprijzen

## Gelauwerden

### 2024
- The House of Hopelezz - categorie Stimuleringsprijs
- Joost van Bellen - categorie Bewezen kwaliteit
- Farida Sedoc - categorie Werk van het jaar: People's Forum

### 2023
- Kevin Osepa - categorie Stimuleringsprijs
- Brian Elstak - categorie Bewezen kwaliteit
- Carlijn Kingma - categorie Werk van het jaar

### 2022
- Bodil Ouédraogo - categorie Stimuleringsprijs
- Rainbow Soulclub - categorie Bewezen kwaliteit
- Echobox Radio - categorie Werk van het jaar

### 2021
- Cherella Gessel - categorie Stimuleringsprijs
- Aslan Muziekcentrum - categorie Bewezen kwaliteit
- Ester Gould en Sarah Sylbing - categorie Werk van het jaar: documentaire Klassen

### 2020
- Duran Lantink - categorie Stimuleringsprijs
- Mezrab - categorie Beste Prestatie
- Jennifer Tee - categorie Bewezen Kwaliteit

### 2019
- Raquel van Haver - categorie Stimuleringsprijs
- Aboozar Amini - categorie Beste Prestatie
- Ted Brandsen - categorie Bewezen Kwaliteit

### 2018
- The Black Archives - categorie Stimuleringsprijs
- Jeffrey Babcock - categorie Beste Prestatie
- Liesbeth Colthof - categorie Bewezen kwaliteit

### 2017
- Well Made Productions - categorie Stimuleringsprijs
- Appelsap (hiphopfestival) - categorie Beste Prestatie
- Fiona Tan - categorie Bewezen kwaliteit

### 2016
- Daria Bukvić  theatermaker en regisseur - categorie Stimuleringsprijs
- Joris Laarman ontwerper-categorie Beste Prestatie
- Annejet van der Zijl schrijver-categorie Bewezen kwaliteit

### 2015
- Splendor - categorie Stimuleringsprijs
- Renzo Martens -categorie Beste Prestatie
- Ivo van Hove en Jan Versweyveld - categorie Bewezen Kwaliteit

### 2014
- designstudio Moniker
- Jeffrey Meulman (directeur van het Nederlands Theater Festival)
- componist Willem Jeths

### 2013
- pianist, componist en dirigent Reinbert de Leeuw
- instituut voor hedendaagse kunst de Appel arts centre
- creative film company Habbekrats Amsterdam

### 2012
- pianiste Daria van den Bercken
- boekontwerper Irma Boom
- theatermaker Eric de Vroedt

### 2011
- jazzpodium Bimhuis
- theatercollectief mugmetdegoudentand
- DUS Architects

### 2010
- reclamemaker/fotograaf Erik Kessels
- choreografe Krisztina de Châtel
- grafisch ontwerper/illustrator  Parra

### 2009
- theatermaakster Adelheid Roosen
- dichter/zanger F. Starik
- ontwerpersduo Mevis & Van Deursen

### 2008
- architect Marlies Rohmer
- hiphop-duo Pete Philly & Perquisite
- videoportrettist Julika Rudelius

### 2007
- beeldende kunst: OT301, initiëren van crossoveractiviteiten
- muziek: Claron McFadden, veelzijdig sopraan
- mode: Aziz Bekkaoui, combineren van esthetiek en engagement

### 2005
- podiumkunst: Guy Cassiers, regie van Proustcyclus
- beeldende kunst / vormgeving: Claudy Jongstra, ontwerpen in vilt
- muziek: Joël Bons voor zijn leidende rol in het Atlas Ensemble

### 2004
niet uitgereikt, vanwege de bezuinigingen in het Amsterdamse kunstleven

### 2002
- industrieel ontwerpen: Peter van der Veer voor Gazelle Tranza